# Albert Sjögren (organist)
Albert Johannes Richard Sjögren, född 26 oktober 1934 i Lund, Malmöhus län, död 5 juni 2001 i Västerleds församling, Stockholms län, var en svensk organist och domkyrkoorganist. Han var son till kontraktsprost Albert Sjögren. 

## Biografi
Albert Sjögren föddes 26 oktober 1934 i Lund och var son till kontraktsprosten Albert Sjögren och Greta Nozicka. Sjögren var tidigt inriktad på att bli musiker. Sjögren tog kantorsexamen och organistexamen i Lund 1952. Studier vid Musikhögskolan i Stockholm ledde till högre organistexamen 1956, högre kantorsexamen 1958 och musiklärarexamen 1960. Under samma period studerade han i kompositionsklassen. Sjögren var organist och kantor i Engelbrekts församling i Stockholm 1956-62, organist i Falkenbergs församling 1962-65, domkyrkoorganist i Visby 1965-74. Han var rektor för Geijersskolan i Ransäter 1974-89 samt mellan 1989 och 1996 organist i Onsala församling i Göteborgs stift.[källa behövs] Sjögren avled 5 juni 2001 i Västerled, Stockholm.
Sjögren undervisade under sin tid i Stockholm vid Lärarhögskolan, Musikhögskolan och Stockholms borgarskola, särskilt i kontrapunkt och harmonilära. Han anlitades i organisatoriska sammanhang bland annat som ordförande i Kyrkomusikernas riksförbund 1971-74.
Som kompositör var Albert Sjögren främst inriktad på kyrkomusik.

### Familj
Sjögren gifte sig 1960 med musikdirektör Anna Björkquist (född 1936). Hon var dotter till den förste stadsläkaren Osvald Björkquist och rektorn Marit Andrén. De fick tillsammans sonen Anders (född 1963).

## Musikverk
- Missa brevis för fyrstämmig kör (1964).[3]
- körmusik och instrumentalmusik.[3]